# Brilliance Junjie
La Brilliance Junjie, vendue à l'export sous les noms de Brilliance BS4 ou de Brilliance Splendor, est une automobile chinoise de la marque Brilliance. Elle assurait jusqu'à 80 % des ventes de la marque.

## Ventes en Chine
| Année  | 2009   | 2010   | 2011   | 2012  | 2013 |
| ------ | ------ | ------ | ------ | ----- | ---- |
| Ventes | 95 800 | 30 929 | 12 244 | 6 756 |      |